# Tat'jana Borodina
Tat'âna Borodina (russo: Татьяна Бородина; Perm', 1982 c.ca) è un soprano russa.

## Biografia
La Borodina è nata a Perm'. Si è diplomata al Collegio Musicale di Perm' e al Conservatorio di San Pietroburgo nel 2000.
È stata premiata al concorso Giovani Voci d'Oriente: International Competition of Singers (Roma, 1997) e all'International Rimskij-Korsakov Vocal Competition (San Pietroburgo, 1998).
È entrata a far parte del Teatro Mariinskij nel 1998 e nel 1999 ha fatto il suo debutto nel ruolo di Elsa (Lohengrin, Wagner).
Ha cantato con l'Opera di Kirov in:
- Italia (Ravenna Festival, La Scala)
- Londra (Covent Garden)
- Cina
- Finlandia
- Paesi Bassi
- Festival di Salisburgo
- Israele
- Giappone (Tokyo, novembre 2003)
- Germania (Baden-Baden, L'anello del Nibelungo, dicembre/gennaio 2003/2004), (Hessisches Staatstheater Wiesbaden Maifestspiele 2006)
- USA (Washington, gennaio 2005)

Ha lavorato con i direttori d'orchestra: Josep Caballé-Domenech, Christoph Eschenbach, Valerij Gergiev, Michael Güttler, Gianandrea Noseda, Donato Renzetti, Thomas Sanderling, Yurij Temirkanov.

## Repertorio

### Opera
- Cio-Cio-San (Madama Butterfly, Puccini)
- Desdemona (Otello, Verdi)
- Elisabetta (Don Carlos, Verdi)
- Elsa (Lohengrin, Richard Wagner)
- Freia (L'oro del Reno, Wagner)
- Fiordilidgi (Cosi fan tutte, Mozart)
- Halka (Halka, Moniuszko)
- Iolanthe (Iolanta, Čajkovskij)
- Kupava (Sneguročka, Rimskij-Korsakov)
- La Contessa (Le nozze di Figaro, Mozart)
- Liù (Turandot, Puccini)
- Lisa (La dama di picche, Čajkovskij)
- Fevronia (La leggenda dell'invisibile città di Kitež e della fanciulla Fevronija, Rimskij-Korsakov)
- Maddalena (Andrea Chénier, Umberto Giordano)
- Maria (Mazeppa, Čajkovskij)
- Marguérite (Faust, Gounod)
- Mimi (La bohème, Puccini)
- Nedda (Pagliacci, Leoncavallo)
- Olga (Rusalka, Dargomyžskij)
- Suor Angelica (Il Trittico, Puccini)
- Tatiana (Eugenio Onegin, Čajkovskij)
- Wolchowa (Sadko, Rimskij-Korsakov)
- Xenia (Boris Godunov, Musorgskij)[1]

### Concerto
- Beethoven (Sinfonia n. 9, Inno alla gioia)
- Dvořák (Requiem)
- Mozart (Requiem)
- Poulenc (Gloria)
- Rachmaninov (Le campane)
- Saint-Saëns (Messe de Requiem)
- Verdi (Requiem)[1]

## Riconoscimenti
- 1997, Roma: Diplomata al Concorso Internazionale Nuove Voci d'Oriente
- 1998, San Pietroburgo: Vincitrice del Premio al Concorso Internazionale Rimskij-Korsakov